# Adolf D. Klarmann
Adolf Donald Klarmann (geboren 18. September 1904 in Rzeszów, Österreich-Ungarn; gestorben 27. August 1975 in Philadelphia) war ein US-amerikanischer Literaturwissenschaftler.

## Leben
Adolf David Klarmann war ein Sohn des Oscar Klarmann und der Regina Trompeter. Er nahm 1922 das Studium an der Berliner Universität auf. 1923 zog er in die USA und studierte an der New York University mit einem Abschluss als B.A. im Jahr 1926, dem folgte 1927 ein M.A. an der University of Pennsylvania. 1927/28 studierte er an der Universität München und wurde 1930 mit der Dissertation Musikalität bei Werfel an der University of Pennsylvania promoviert. 1929 erhielt er die amerikanische Staatsbürgerschaft. 
Seine Lehrtätigkeit begann er 1926 bis 1928 als Instructor an der New York University, setzte sie 1928/29 an der Universität Rochester fort, und ab 1929 bis zu seinem Tod im Jahr 1975 lehrte er am Germanistischen Institut der University of Pennsylvania, seit 1955 als Professor. Klarmann arbeitete zur deutschsprachigen Literatur unter anderem zu Friedrich Dürrenmatt, Franz Grillparzer, Gerhart Hauptmann, Heinrich von Kleist und Arthur Schnitzler. Er gab die Werke von Franz Werfel heraus, mit dem und auch mit dessen Frau Alma Mahler-Werfel er befreundet war.
Er war 1969 bis 1971 erster Präsident des American Council for the Study of Austrian Literature. Er erhielt 1967 einen Doctor of Letters (D.Litt.) des Lebanon Valley College, 1970 das Österreichische Ehrenkreuz für Wissenschaft und Kunst 1. Klasse und 1974 einen D.Litt. des La Salle College. 
Klarmann war seit 1939 mit Isolde Doernenburg (1915–2011) verheiratet, Tochter des Germanisten Emil Doernenburg (1880–1935), der an der University of Pennsylvania Professor gewesen war. Isolde heiratete nach seinem Ableben Leon Radzinowicz.

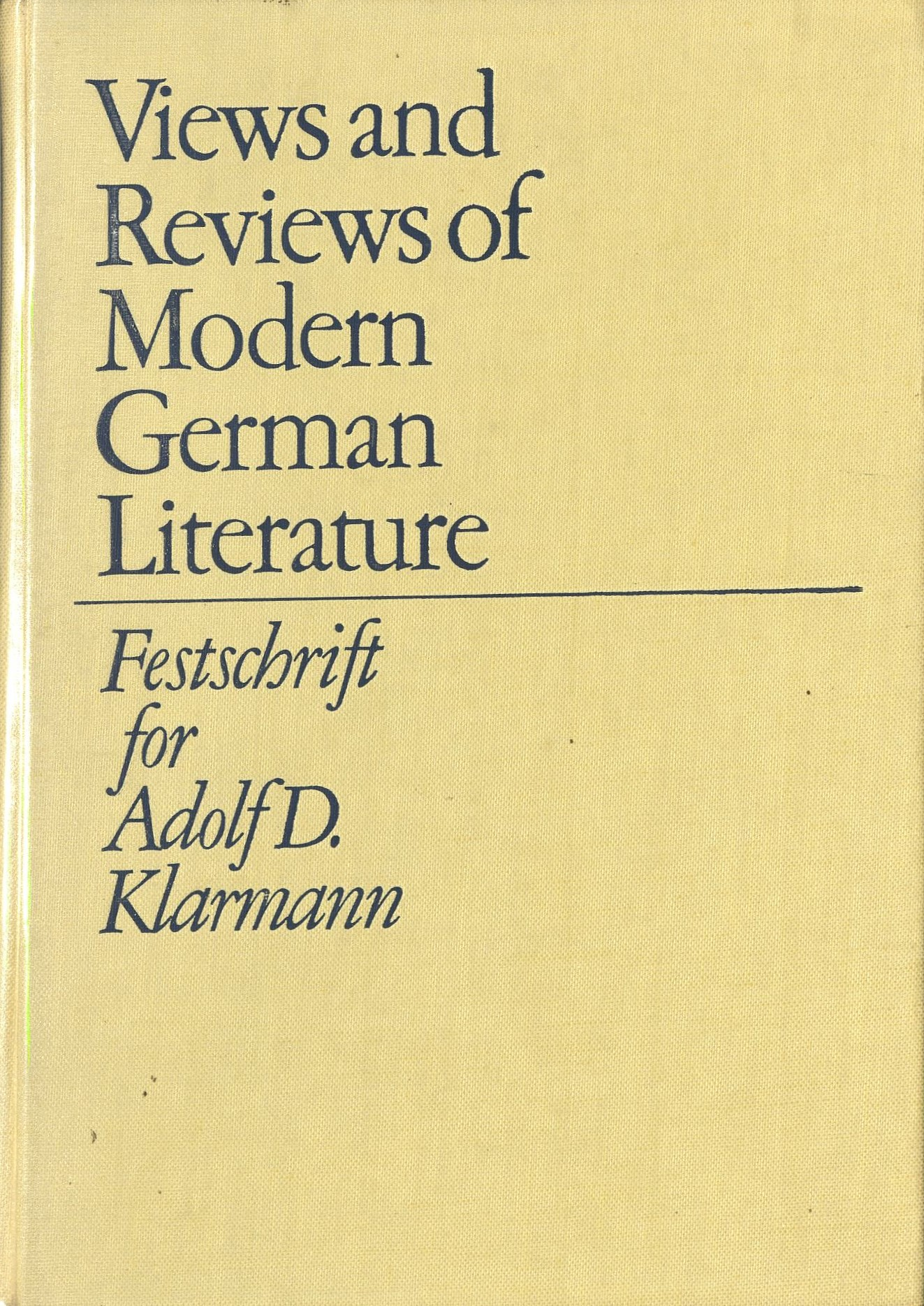
Festschrift (1974)

## Schriften (Auswahl)
- Musikalität bei Werfel. Philadelphia, 1931. Diss. Univ. of Pennsylvania
- Franz Werfel: Gesammelte Werke. [Hrsg. von Adolf D. Klarmann]. Frankfurt am Main: S. Fischer, 1946–1970